# Metallbaum
Ein Metallbaum ist ein baumartig verzweigtes Gebilde aus Metall, das entsteht, wenn das Metall unter geeigneten Bedingungen aus einer Lösung eines entsprechenden Salzes abgeschieden wird. Allgemein nennt man solche verzweigten Strukturen auch dendritisch.

## Historisches
Diderot hat die erste Veröffentlichung zu Metallbäumchen dem griechischen Chemiker Carasses Rhodes zugeschrieben – veröffentlicht im Journal des Savants 1677. Antoine Furetière hatte entsprechende Experimente zum Wachstum mit der Form eines Baums für verschiedene Metalle beobachtet (Gold, Silber, Eisen und Kupfer). Die erste Veröffentlichung war auch Athanasius Kircher in seinem Buch Mundus Subterraneus (1660) zugeschrieben; er selbst gilt aber nicht als der Entdecker des von ihm beschriebenen Experiments.
Die Metallbäumchen führten zu Diskussionen, inwieweit die Mineralienwelt belebt sei.
Schon 1821 waren die Bildung von Metallbäumen und die Metallabscheidung eingehender untersucht, und die Metalle konnten nach ihrem mehr oder weniger edlen Charakter geordnet werden.

## Historische Benennungen

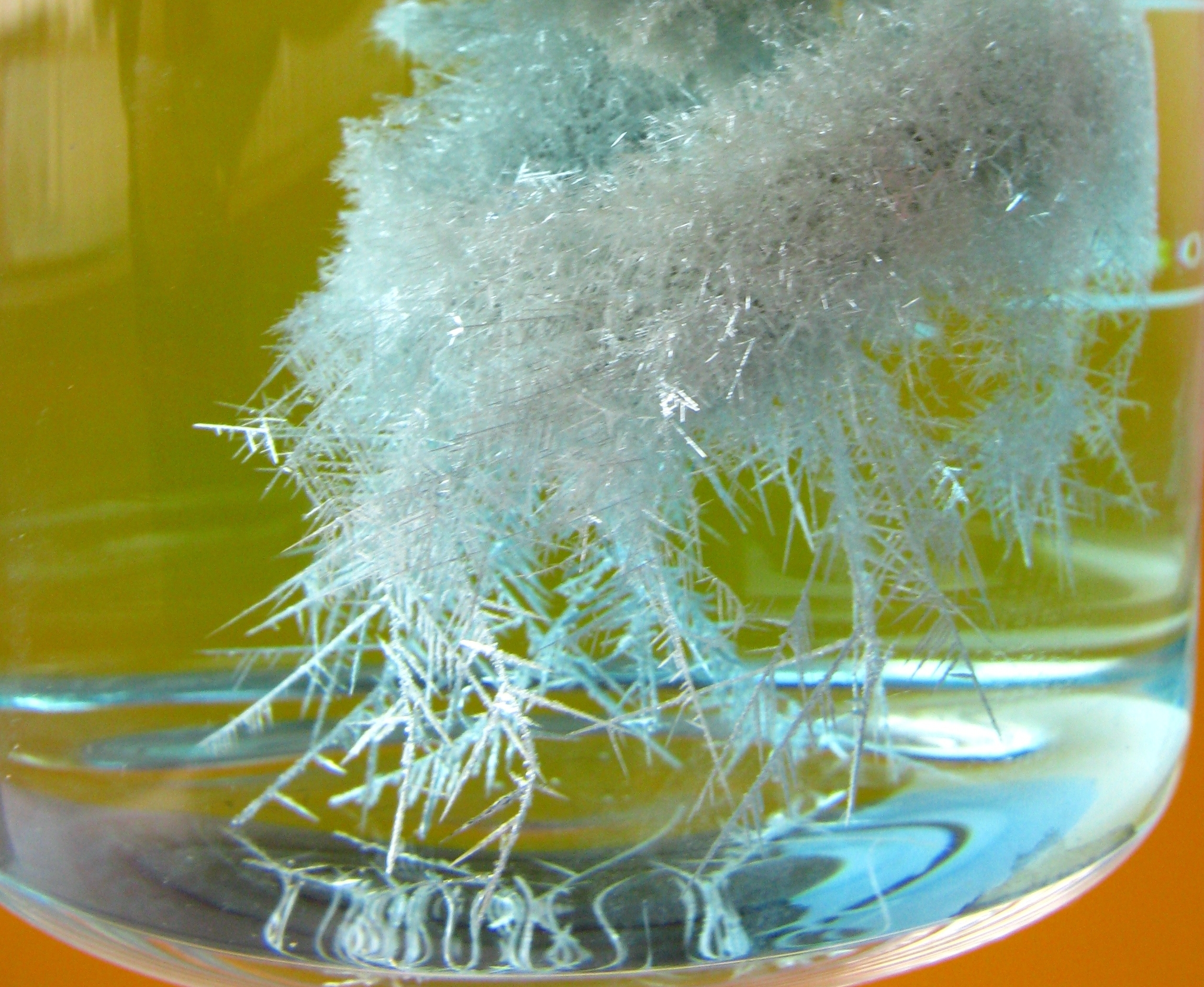
Silberbäumchen, die auf einer Kupferwendel gewachsen sind, die in 0,1 molarer Silbernitratlösung getaucht wurde. Aufnahme nach zwei Stunden Reaktionszeit.

Für die im 17. Jahrhundert entdeckten Metallbäumchen wurden damals mit dem lateinischen Wort für Baum, arbor, benannt, und einer aus alchimistischer Zeit stammenden Benennung für das Metall. So entstanden die folgenden Bezeichnungen:
- Zinnbaum: Arbor Jovis
- Bleibaum: Arbor Saturni. Saturnbaum bevorzugt erhalten aus einer Bleiacetatlösung mit einem Zinkstab[3]
- Silberbaum: Arbor Dianae
- Eisenbaum: Arbor Martis. erhalten durch Reduktion einer Eisenlösung mit Weinsäure
- Kupferbaum: Arbor Veneris[1]

## Heutige Bedeutung
Die Zucht von Metallbäumen – einschließlich Kupfer- und Zinkbäumen – kann zur Unterscheidung von mehr oder weniger edlen Metallen und zur Demonstration der elektrochemischen Spannungsreihe dienen.